# أوليفر هاريمان
أوليفر هاريمان (بالإنجليزية: Oliver Harriman) هو تاجر وشخصية أعمال أمريكي، ولد في 16 سبتمبر 1829 في نيويورك في الولايات المتحدة، وتوفي في 12 مارس 1904 في ماونت كيسكو في الولايات المتحدة.